# Glycine (relojes)
Glycine Watch SA, o simplemente Glycine, es un fabricante de relojes suizo fundado en 1914 en Biena, Suiza, donde mantiene su sede central y su fábrica. La firma lanzó en 1930 los primeros relojes automáticos producidos en serie y, en 1959, desarrolló cajas selladas al vacío, lo que permitió fabricar relojes más duraderos y resistentes al agua. El Glycine Airman, el primer reloj capaz de señalar dos zonas horarias de 24 horas simultáneamente, se ha utilizado ampliamente en la aviación comercial y militar, así como en los vuelos espaciales. Ejemplos notables incluyen su uso por los pilotos de la Fuerza Aérea de los Estados Unidos durante la guerra de Vietnam y por el astronauta Charles Conrad durante los vuelos espaciales Gemini 5 y Gemini 11. 

## Historia

### 1891-1940: Primera etapa

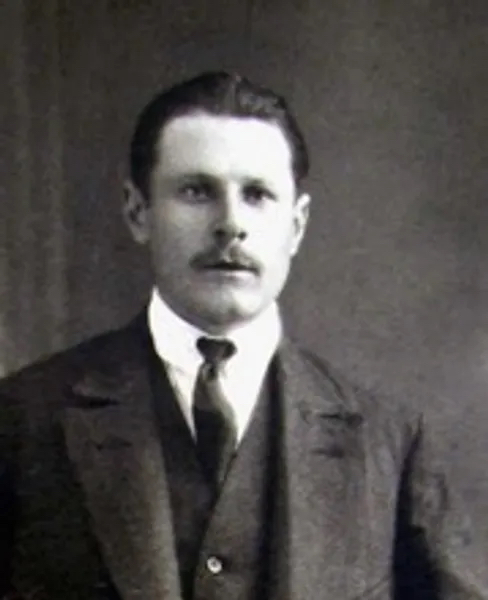
Eugène Meylan

Eugène Meylan nació en 1891 en Le Chenit, Suiza, y asistió a los cursos de relojería en la Escuela de Artes Aplicadas ("Ecole d'arts appliqués") en La Chaux-de-Fonds de 1910 a 1911. Destacó por ser un estudiante talentoso, recibiendo la máxima calificación por un reloj que presentó a la COSC mientras era estudiante. En 1914, a los 23 años, fundó su empresa de relojes "La Glycine" en Biena. Dos años más tarde, los relojeros Piccola y Joffrette se convirtieron en copropietarios de la empresa y La Glycine se convirtió en Fabrique d?Horlogerie La Glycine, Piccola et Joffrette. En la década de 1920, la empresa relojera fabricaba principalmente relojes de bolsillo y relojes de mujer, que eran conocidos por sus componentes intercambiables, lo que les permitía recibir un mantenimiento más fácil que la competencia. En 1922, la empresa y su fábrica fueron vendidas al propietario de la Pretto Watch Company, Ferdinand Engel, y al relojero George Flury, y pasó a llamarse Fabrique d?Horlogerie La Glycine.

#### Desarrollo de relojes automáticos

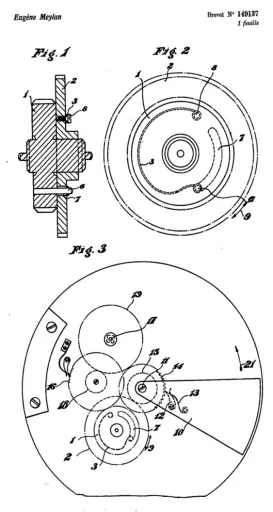
Ilustración adjunta a la patente del módulo automático de Meylan

Cuando la patente original de los relojes automáticos expiró a principios de los años 1930, Meylan (fundador de Glycine, pero que ya no estaba afiliado a la empresa) comenzó a trabajar en su propio mecanismo automático y formó la empresa "Automatic E.M.S.A." ("Eugène Meylan Société Anonyme"). El diseño de reloj automático de Meylan era inusual: un módulo independiente que podía usarse con casi cualquier movimiento de reloj de 8,75 líneas (19,74 milímetros). Meylan solicitó una serie de patentes para su diseño en 1930. Más adelante, ese mismo año, en octubre, Glycine, en colaboración con la nueva empresa de Meylan, fabricó los primeros relojes automáticos producidos en masa, lo que le permitió sobrevivir a la depresión mundial de la década de 1930, que provocó el cierre de mucas empresas relojeras suizas.

### 1941-1960
En 1942, el movimiento interno de Glycine fue adquirido por la ASUAG, una entidad creada por el gobierno suizo durante la Gran Depresión para preservar la relojería suiza (en la década de 1980, a través de una serie de fusiones, ASUAG pasó a formar parte del Grupo Swatch, un conglomerado suizo formado por numerosos relojeros, entre ellos Omega, Longines y Hamilton). La financiación de ASUAG combinada con los artesanos de Glycine permitió al grupo producir el primer rotor de cuerda bidireccional. También en 1942, murió el propietario de Glycine, Ferdinand Engel, y la empresa pasó a manos de Charles Hertig, de la Altus Watch Company (Altus y Glycine se fusionaron en 1963). Durante la Segunda Guerra Mundial, Glycine recibió un pedido de relojes del ejército alemán para sus fuerzas terrestres, que se entregaron a los soldados alemanes.

#### Caja sellada al vacío
En 1959, Hans Ulrich Klingenberg, trabajando para Glycine, desarrolló la caja de reloj sellada al vacío. Su diseño incluía una caja de una sola pieza con un cristal plano, sujeto contra un anillo de junta grueso mediante abrazaderas de bisel, y una corona de gran tamaño con tres juntas redondas. Este sistema permitía disponer de un entorno sin aire dentro del reloj, evitando que la lubricación se secara y que la condensación entrara en la caja, lo que se tradujo en relojes más duraderos y menos requisitos de servicio. Se incluyó un dispositivo independiente para permitir que el sello de vacío se restableciera en períodos de entre tres y cinco años. La patente para la caja al vacío (CH 355742) se solicitó en 1959 y se emitió en 1961.

#### El Airman

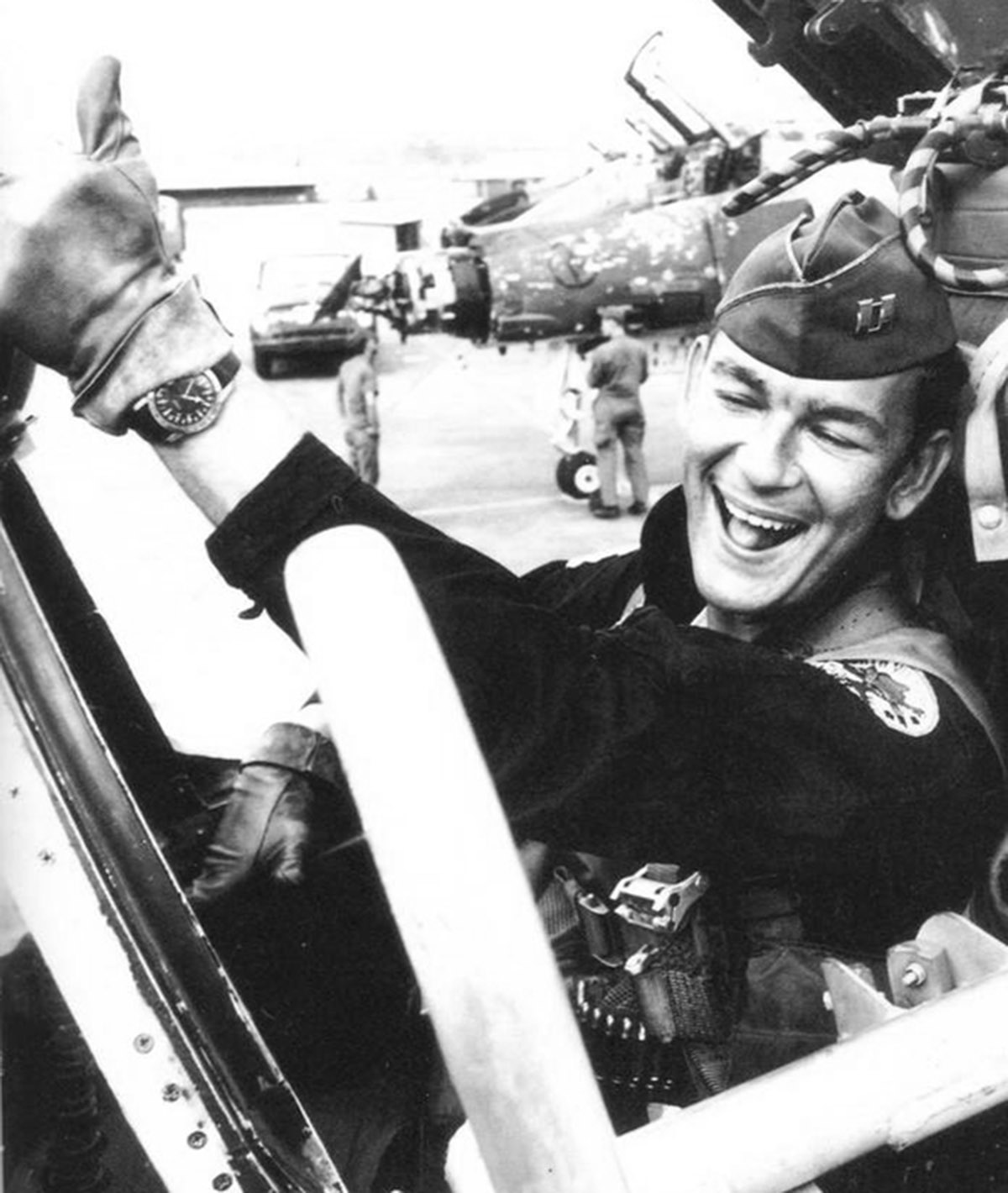
Piloto de la Fuerza Aérea de los Estados Unidos durante la Guerra de Vietnam portando un reloj Glycine Airman

El Airman debutó en 1953 y fue diseñado por Glycine de acuerdo con las especificaciones de la Fuerza Aérea de los EE. UU., y se distribuyó en sus bases militares. Su diseño permitía conocer simultáneamente la hora en Estados Unidos y la hora local mientras estaban en combate. El Airman contaba con una función de fecha, así como una esfera de 24 horas y un bisel giratorio grabado de 24 horas con mecanismo de bloqueo que permitía saber la hora en dos zonas horarias diferentes. Poco después de su éxito militar, el Airman obtuvo un éxito civil con la aparición de los vuelos comerciales intercontinentales, ya que las tripulaciones de los vuelos de larga distancia buscaban un reloj capaz de indicar simultáneamente la hora de sus hogares y la hora de destino.

### 1961-1980

#### Asesinato del fundador de Glycine
El 24 de septiembre de 1955, el cuerpo del fundador de Glycine, Eugène Meylan, de 64 años, fue encontrado golpeado hasta la muerte con una piedra en un camino remoto al este de Neuchâtel, Suiza. Antes de morir, Meylan se había declarado en quiebra y había dejado su hogar en Ginebra para irse a Neuchâtel por razones desconocidas. Edouard Glatz, un aprendiz de mecánico, confesó haber asesinado a Meylan. Glatz afirmó que bebió una pinta de vino en un establecimiento con Meylan y lo acompañó a la estación del ferrocarril, donde Meylan planeaba tomar el primer tren a Zúrich. Según Glatz, la estación aún no estaba abierta y ambos se pusieron a caminar por un camino solitario para hacer tiempo. Glatz declaró que Meylan lo sujetó por la cintura e intentó besarle, y admitió que lo derribó, le propinó una serie de golpes cuando estaba en el suelo, lo pateó en la cabeza, lo golpeó con una piedra hasta matarlo y le robó sus pertenencias. En enero de 1956, Glatz fue declarado culpable de asesinato y condenado a cinco meses de prisión.

#### Vuelos espaciales Gemini y relación con Boeing

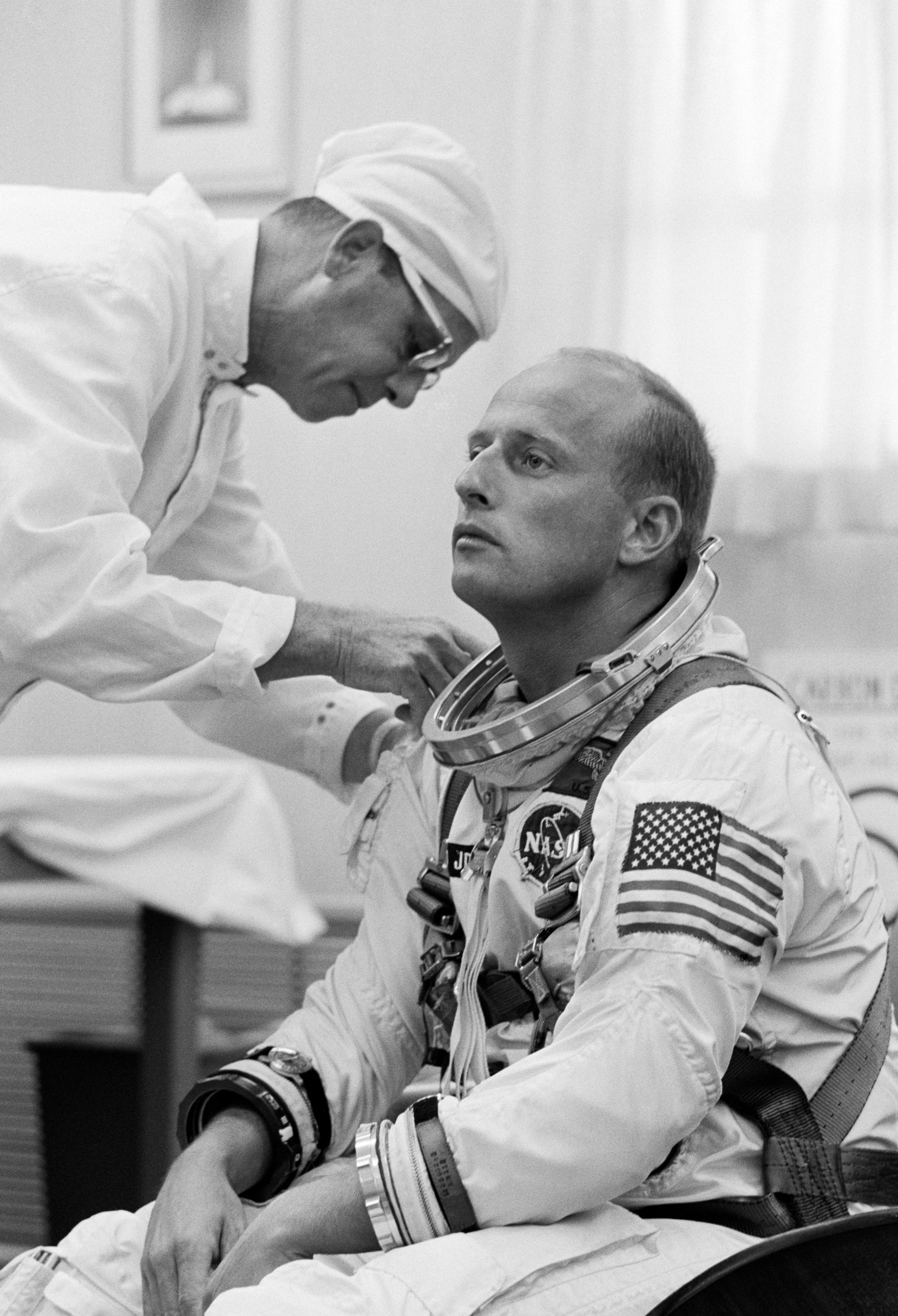
El astronauta Charles Conrad se enfunda el traje espacial para la misión Gemini 11 con un reloj Airman en su brazo derecho

El astronauta Charles Conrad usó su Glycine Airman para el vuelo espacial Gemini 5 de 1965 y nuevamente en 1966 para la misión Gemini 11. La cápsula utilizada en el vuelo espacial del Gemini 11 presentaba un diseño de cabina abierta, lo que expuso a Conrad y a su reloj de pulsera al espacio exterior durante un paseo espacial de 2 horas y 41 minutos, lo que convirtió al Airman de Conrad en el primer reloj automático que se expuso al espacio exterior.
A través de una relación con Boeing, Glycine presentó el Airman SST en 1967, inspirado en el proyecto del avión supersónico de viajeros del mismo nombre. Presentaba una caja con forma de tonel, una esfera naranja y un bisel giratorio interno. Debido a sus esferas de color naranja, algunos coleccionistas se refieren a estos relojes como "calabazas".

#### La crisis del cuarzo
Durante la década de 1970, muchos relojeros suizos tuvieron que enfrentarse a la aparición de los relojes relojes de cuarzo que funcionaban con pilas, más asequibles y precisos que los relojes mecánicos. Durante la crisis del cuarzo, muchas firmas relojeras suizas desaparecieron, se declararon en quiebra o fueron vendidas a grupos empresariales. Glycine se adaptó y presentó sus propios relojes de cuarzo, incluidos los modelos digitales con pantalla LED. Los relojes LED de Glycine fueron posibles gracias a Ditronic, una colaboración con otros cuatro fabricantes de relojes suizos, formada en un esfuerzo por mantenerse a flote durante la crisis del cuarzo.

### Desde 1981: Nuevo propietario

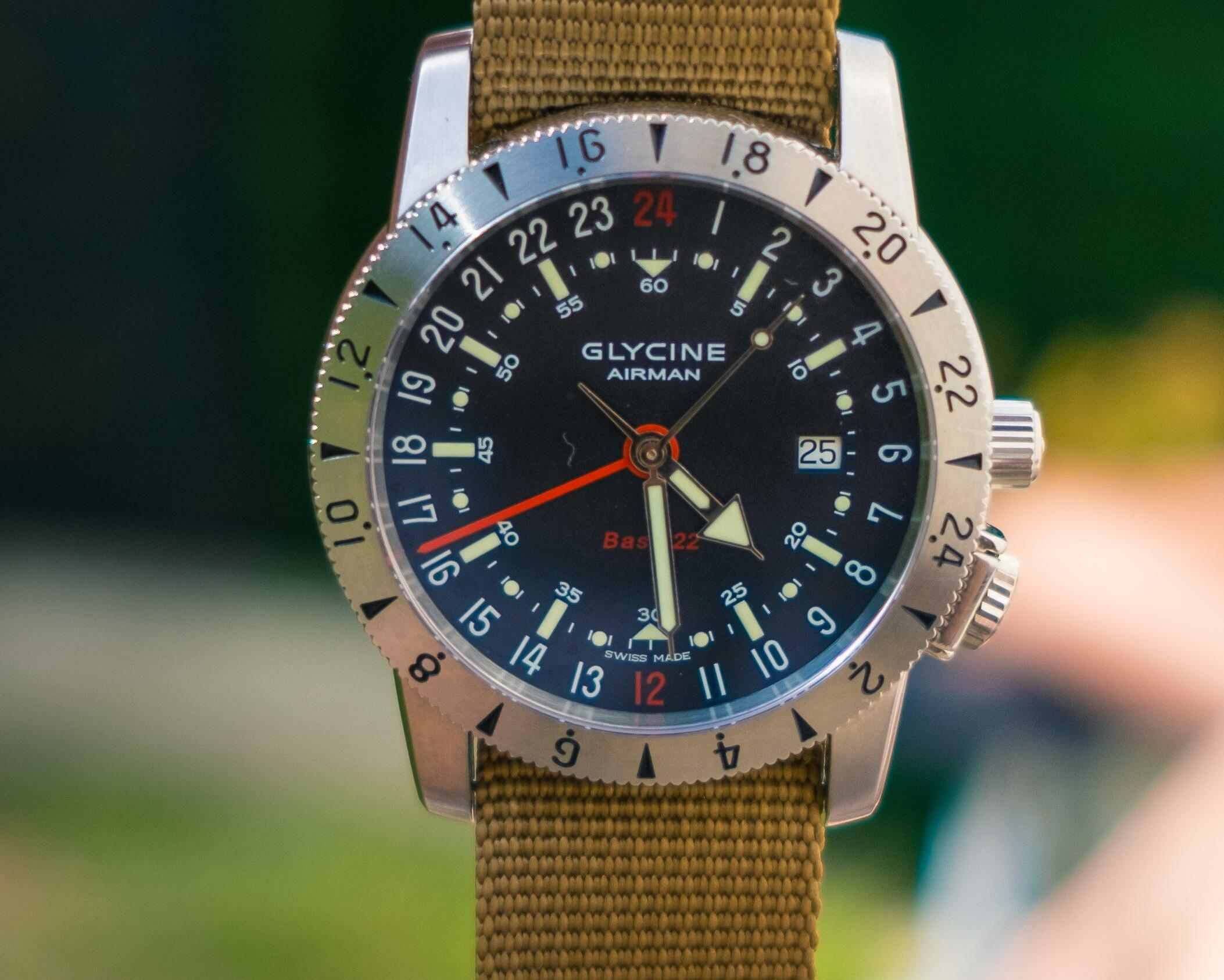
Airman Base 22 (ref. GL0208)

En 1984, Hans Brechbühler, un empresario de la industria relojera, compró Glycine. La hija menor de Brechbühler, Katharina, se incorporó a la empresa en 1992. Cuatro años después, Glycine lanzó su primer sitio web. En 2000, el dúo padre-hija lanzó el Airman 7, diseñado específicamente para pilotos en los Estados Unidos con su concepto "de costa a costa", fue el primer reloj disponible con cuatro zonas horarias (para las cuatro zonas horarias de los Estados Unidos contiguas). Katharina asumió el control exclusivo de Glycine en 2005 con el objetivo de dejar de priorizar el cuarzo y centrarse principalmente en los relojes mecánicos. Después de que Hans Brechbühler muriera en 2010, Katharina vendió Glycine a Altus Uhren Holding AG, pero permaneció en la empresa para supervisar el diseño. Bajo Altus, Glycine relanzó el Airman en su tamaño de caja original de 36 milímetros como Airman No. 1 y lanzó un modelo Airman AM/PM del 60 aniversario.
| “Me uní a la empresa durante el apogeo de la crisis del cuarzo y nuestro objetivo se convirtió en desmantelar todo hasta el principio, hasta lo mecánico." |

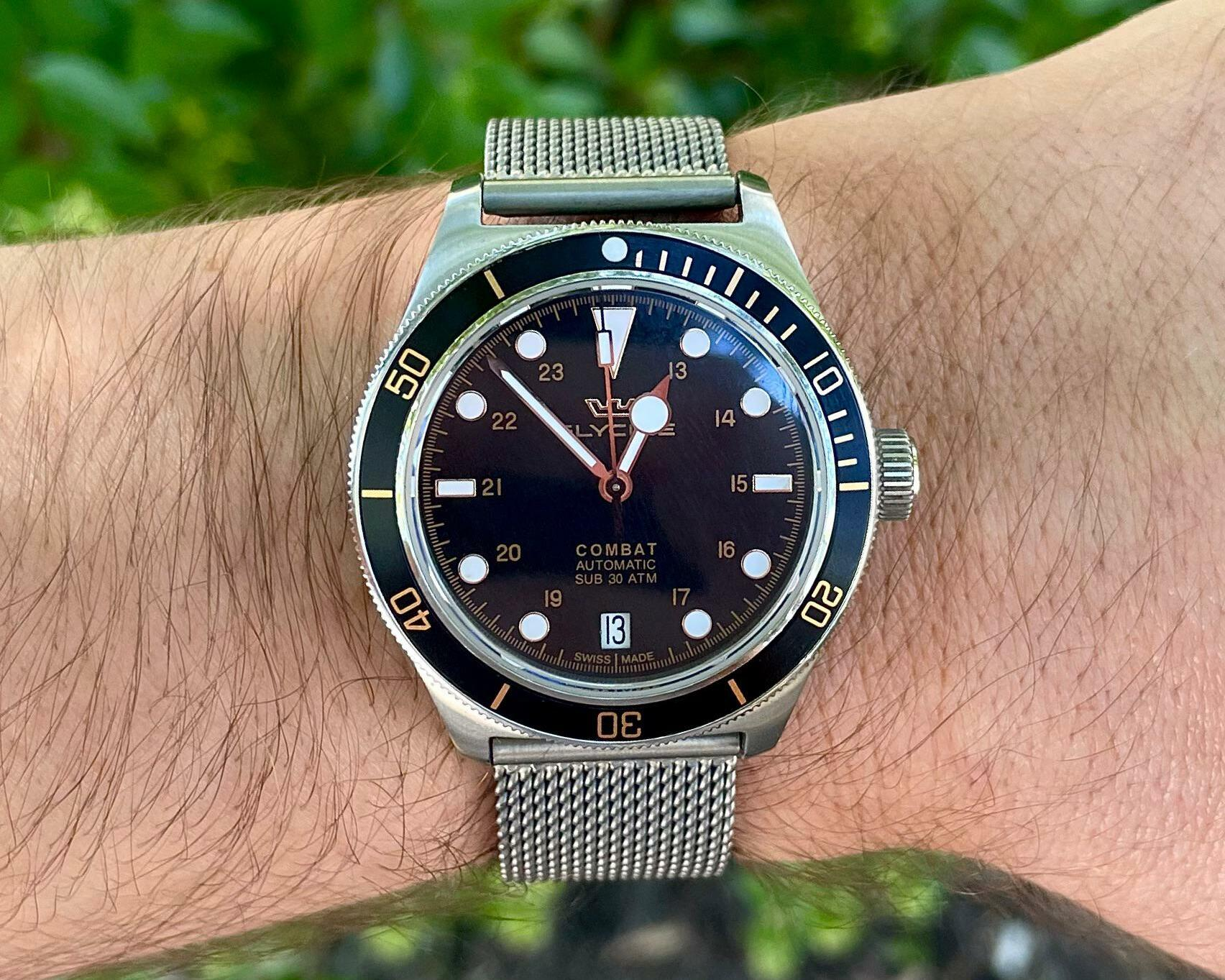
Una variante de 36 milímetros del Combat Sub (ref. GL0396)

En 2016, Invicta Watch Group compró la firma por una cantidad no revelada, y se comprometió a que Glycine mantendría su independencia, mientras que el grupo contribuiría a la gestión del marketing y de la distribución. El liderazgo siguió siendo el mismo bajo Invicta que bajo Altus hasta 2019, cuando Invicta nombró a Daniele Andreatta como director general de Glycine.

### Patentes
- 1917: Primera patente de Glycine: un cierre de hebilla para correa de reloj de pulsera[22]
- 1929: Patente de un módulo de reloj pequeño con forma de píldora que podía caber en varios estuches[23]
- 1930: Patente de un reloj con ventana para mostrar la fecha[24]
- 1930: Patente de Eugène Meylan para módulos automáticos para relojes (no de Glycine, sino de Meylan, utilizada en los primeros relojes automáticos de Glycine)[2][6]
- 1931: Patente de una corona de palanca desplegable para ajustar la hora[25]
- 1953: Patente de un reloj de 24 horas, utilizada para el Airman[26]
- 1955: Patente de un mecanismo de cambio de segundos, inventado por Georges Godat, y adquirido por Glycine para su uso en el Airman y el Combat[2][27]
- 1959: Patente de Glycine para cajas de reloj selladas al vacío[10]
- 1970: Patente final de Glycine: una corona que permite al operador ajustar el tiempo[28]

## Etimología
En la mayoría de los idiomas, glicina se refiere a un aminoácido, pero la empresa de relojes tomó su nombre del género de plantas Wisteria, conocido como fleur de Glycine en francés. Katharina Brechbühler, propietaria de Glycine en la década de 2000, afirma que el nombre de la empresa es el resultado de su fundación durante el período Jugendstil, cuando los motivos inspirados en plantas y los diseños florales estaban de moda. Se eligió Fleur de Glycine debido a su estructura de crecimiento en forma de enredadera que se encuentra en hábitats muy distintos, similar a los relojes Glycine, diseñados para tolerar una multitud de condiciones duras como el buceo y el espacio exterior. La planta florece sin mucho cuidado, como los fiables relojes que la firma se ha esforzado en producir a lo largo de su historia.

## Polémica por el logo
En sus primeros años, Glycine utilizó un logo con dos banderas y las iniciales "LG" para La Glycine y en la década de 1940 utilizó un logo con escudo. En 1965, la empresa estrenó su logo con corona y en 2015, agregó alas al diseño para hacer referencia a sus lazos históricos con la aviación. Su logotipo de corona con alas provocó una demanda de Giorgio Armani en 2017, alegando que era confusamente similar a su logotipo del águila. El Tribunal Comercial de Berna falló a favor de Armani, pero Glycine apeló con éxito esta resolución. En 2019, el Tribunal Supremo Federal de Suiza revocó la decisión del tribunal de Berna, lo que permitió a Glycine usar su nuevo logotipo. A pesar de ello, Glycine volvió a utilizar su logotipo original de la corona sin alas ese mismo año.